# Prémio Ipatieff
O Prémio Ipatieff (em inglês:  Ipatieff Prize) é um prémio trienal de química criado em 1943 pela American Chemical Society.
Este galardão, financiado pelo Fundo Ipatieff e administrado pela Universidade Northwestern, destina-se a reconhecer o excelente trabalho químico experimental  no campo da catálise ou alta pressão, realizado por pessoas de qualquer nacionalidade com menos de 40 anos de idade.
O prémio homenageia Vladimir Ipatieff (1867 - 1952).

## Laureados[1]
- 1947 - Louis Schmerling
- 1950 - Herman E. Ries
- 1953 - Robert B. Anderson
- 1956 - Harry G. Drickamer
- 1959 - Cedomir M. Sliepcevich
- 1962 - Charles Kemball
- 1965 - Robert H. Wentorf, Jr.
- 1968 - Charles R. Adams
- 1971 - Paul B. Venuto
- 1974 - George A. Samara
- 1977 - Charles A. Eckert
- 1980 - Denis Forster
- 1983 - D. Wayne Goodman
- 1986 - Robert M. Hazen
- 1989 - Alexander M. Klibanov
- 1992 - Mark E. Davis
- 1995 - Mark Barteau
- 1998 - Andrew J. Gellman
- 2001 - Joan F. Brennecke
- 2004 - Raul F. Lobo
- 2010 - Christopher W. Jones
- 2013 - Melanie S. Sanford
- 2016 - Aditya Bhan